# Feltorja
Feltorja (románul Turia de Sus) Torja településrésze Romániában Kovászna megyében. Régen temploma védőszentjéről Szentmártontorjának is nevezték.

## Fekvése
Torja nagyközség felső része, a Torja-patak mellett fekszik.

## Látnivalók
- A falutól 8 km-re emelkedő Torjai-hegytől délre fekszik Torja vára, ahol bronz- és vaskori maradványok kerültek elő. Közelében a Vártetőn egykor őrtorony állott, amely Torja várához tartozott.
- A közelében levő Szeregető-forrás borvizét palackozták.
- Református vártemploma 1516-ban épült a 14. század eleji templom átalakításával. Különálló 18. századi harangtornya az erődfalba épült. A mai templom 1918-ban lett készen, falai a régi vonalát követik.
- Határában a Begyenkő-hegy oldalában található a Medve-barlang.
- A Jajdon-patak völgyében 15 borvízforrás van, ahol kisebb mofetta és fürdőmedence is volt.
- A Gorgán-patak völgyében is számos borvízforrás tör fel.
- A Munkácsi-patak Torjába ömlésével szemben található a híres torjai gyógyhatású szemvíz.